# Uomini e bestie
Uomini e bestie (Lyudi i zveri) è un film del 1962 diretto da Sergej Gerasimov.